# 费什勒沙泰勒
费什勒沙泰勒（法語：Fesches-le-Châtel，法語發音：[fɛʃ lə ʃatɛl]）是法国杜省的一个市镇，位于该省东北部，属于蒙贝利亚尔区。

## 地理
费什勒沙泰勒（47°31'27"N, 6°54'24"E）面积3.46 平方千米，位于法国勃艮第-弗朗什-孔泰大區杜省，该省份为法国东部内陆省份，北起上索恩省，西接汝拉省，东部及东南部与瑞士接壤，东北部与贝尔福地区省接壤。
与费什勒沙泰勒接壤的市镇（或旧市镇、城区）包括：梅济雷。

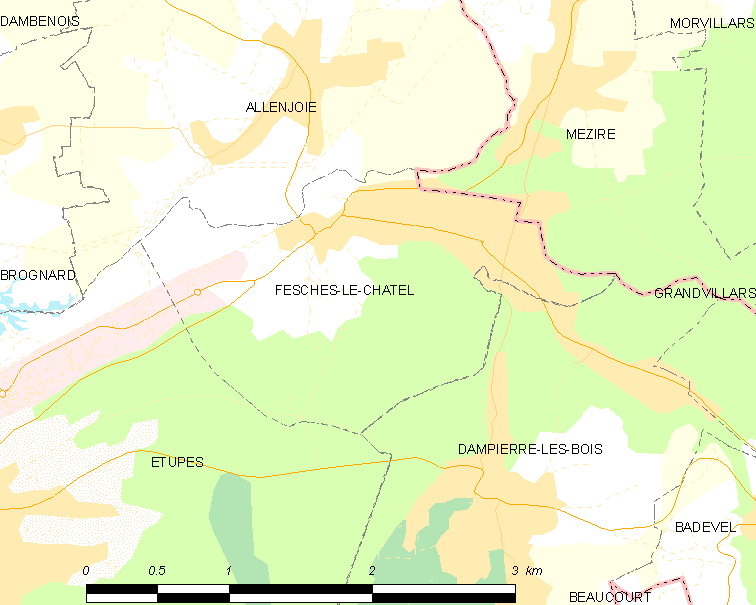
费什勒沙泰勒的OSM定位图

费什勒沙泰勒的时区为UTC+01:00、UTC+02:00（夏令时）。

## 行政
费什勒沙泰勒的邮政编码为25490，INSEE市镇编码为25237。

## 政治
费什勒沙泰勒所属的省级选区为伯通库尔县。

## 人口

1962-2008年间费什勒沙泰勒人口变化图示

费什勒沙泰勒于2022年1月1日时的人口数量为2147人。